# Notomys macrotis
O Notomys macrotis é uma espécie extinta de roedor australiano.
Sofrendo com a introdução da agricultura pelos europeus e com a predação por gatos e raposas, trata-se possivelmente da primeira espécie de mamífero extinta no continente. O último registro data de 1843.